# Fritigerno
Fritigerno  (m. c. 380) fue un caudillo militar que lideró a los tervingios dentro del Imperio romano de 376 a 380.

## Vida
Durante el mandato del juez Atanarico, este pudo haber amenazado tanto a la aristocracia tervingia como a los romanos. De aquí resultó que Fritigerno se erigiera en su rival, y para conseguir el apoyo del emperador Valente, se hizo cristiano arriano. Muchos tervingios se habían convertido al arrianismo durante los siglos III y IV, pero Atanarico continuó manteniendo la antigua religión pagana de los germanos porque consideraba que el cristianismo socavaría las tradiciones góticas.
Con la invasión de los hunos, las medidas defensivas tomadas por Atanarico se mostraron ineficaces frente a los hunos y el juez tervingio fue derrotado en 376, lo que llevó a la devastación del territorio y terminó con la institución del juez tervingio. La mayoría de los tervingios desertaron de Atanarico y dirigidos por Fritigerno y Alavivo fueron admitidos por Valente en el Imperio y cruzaron el Danubio, dado que Fritigerno había sido apoyado por Valente en su lucha contra Atanarico. Los tervingios que permanecieron fieles a Atanarico se refugiaron en los Cárpatos. 
Se estima que cruzaron el Danubio unos doscientos mil visigodos. Alavivo es mencionado como el líder de los tervingios por delante de Fritigerno, posiblemente porque tendría la más alta posición aristocrática.
La migración del pueblo tervingio sobrepasó la capacidad administrativa romana. Aprovechando esta situación, forzaron la entrada grupos de greutungos huyendo de los hunos: los de Farnobio, y lo de la confederación greutunga de los duces Alateo y Sáfrax.
Cuando los tervingios llegaron a Marcianópolis, se produjo un conflicto que generó la guerra gótica (376-382). Alavivo es mencionado por última vez en este momento y Fritigerno pasó a liderar a todos los tervingios.
Fritigerno se alió con los greutungos  y llevó a cabo el saqueo de Tracia. El 9 de agosto de 378 derrotó al emperador Valente. La victoria de Fritigerno permitió el saqueo de los Balcanes. Solo pequeñas áreas y ciudades, como Atenas y Constantinopla, quedaron libres de su saqueo, en parte debido a la falta de los instrumentos de asedio adecuados en el ejército de Fritigerno. Fritigerno continuó luchando contra los romanos durante los años siguientes a su gran victoria. 
En el año 382 finalizó la guerra no con tratado de foedus, sino con una serie de tratados de rendición incondicional (deditio), que no se llevaron a cabo a un grupo unificado de tervingios sino pequeños grupos. Dado que Fritigerno no es mencionado, esto puede deberse a que ya habría fallecido o que sería un mero jefe de algún grupo reducido de tervingios.